# Luigi Ferrari Bravo
Luigi Ferrari Bravo (Napels, 5 augustus 1933 – Rome, 7 februari 2016) was een Italiaans hoogleraar en rechter. Van 1995 tot 1997 was hij rechter van het Internationaal Gerechtshof en van 1998 tot 2001 van het Europees Hof voor de Rechten van de Mens. Daarnaast was hij arbiter van het Permanente Hof van Arbitrage.

## Levensloop
Bravo studeerde rechtsgeleerdheid aan de Universiteit van Napels en voltooide zijn studie in 1956 met een doctoraat. Aansluitend begon hij zijn loopbaan aan dezelfde universiteit in de functie van assistent-hoogleraar in internationaal recht.
In 1961 werd hij aangesteld als hoogleraar van de Universiteit van Bari en in 1968 als gewoon hoogleraar en directeur van het instituut voor internationaal recht. In 1974 stapte hij over naar de Universiteit van Napels en werd hij benoemd tot hoogleraar voor internationale organisaties aan de Oosterse Universiteit van Napels (Università degli Studi di Napoli 'L'Orientale' (UNIOR), toen nog het Istituto Universitario Orientale), dat de oudste universiteit in Europa is op het gebied van de oriëntalistiek. Hier was hij van 1975 tot 1976 ook decaan. In 1979 werd hij aan de Universiteit Sapienza Rome aangesteld als hoogleraar in het recht van de Europese Unie. Vanaf 1982 onderwees hij hier in internationaal recht, tot hij in 1991 opnieuw verantwoordelijk werd voor het vakgebied van het recht van de Europese Unie. Naast zijn academische carrière in Italië was hij van 1975 tot 1982 gasthoogleraar aan de Haagsche Academie voor Internationaal Recht.
Bravo was verder afgevaardigde van de Italiaanse regering tijdens een aantal internationale conferenties. Hij was bijvoorbeeld in 1968 betrokken bij de Wereldconferentie over Mensenrechten in Teheran, en van 1975 tot 1977 deelnemer tijdens de diplomatieke conferentie die de uitbreiding op de Geneefse Conventies overeenkwam. Verder had hij in 1997 en 1998 zitting in de Commissie voor Internationaal Recht van de Verenigde Naties.
Ook vertegenwoordigde hij zijn land in geschillen die aan internationale gerechtshoven werden voorgelegd, zoals aan het Europees Hof van Justitie in Luxemburg, het Europees Hof voor de Rechten van de Mens in Straatsburg en het Internationaal Gerechtshof in Den Haag. Sinds 1991 was hij lid van het Institut de Droit International.
In 1995 werd hij zelf benoemd tot rechter van het Internationale Gerechtshof in Den Haag, om de termijn tot 1997 uit te dienen van zijn landgenoot Roberto Ago die tijdens zijn ambt was overleden. Verder vertegenwoordigde hij San Marino van 1998 tot 2001 als rechter van het Hof in Straatsburg. Daarnaast is hij tijdens zijn loopbaan geregeld arbiter geweest voor het Permanente Hof van Arbitrage dat ook in Den Haag zetelt.